# Episodi di Mister Ed, il mulo parlante (seconda stagione)
La seconda stagione della serie televisiva Mister Ed, il mulo parlante (Mister Ed) è andata in onda negli Stati Uniti dal 1º ottobre 1961 al 29 aprile 1962 sulla CBS.
| nº | Titolo originale               | Prima TV USA     | Titolo italiano | Prima TV Italia |
| -- | ------------------------------ | ---------------- | --------------- | --------------- |
| 1  | My Son, My Son                 | 1º ottobre 1961  |                 |                 |
| 2  | The Horsetronaut               | 8 ottobre 1961   |                 |                 |
| 3  | Ed's Ancestors                 | 15 ottobre 1961  |                 |                 |
| 4  | Ed the Redecorator             | 22 ottobre 1961  |                 |                 |
| 5  | My Horse, the Jumper           | 29 ottobre 1961  |                 |                 |
| 6  | Ed the Voter                   | 5 novembre 1961  |                 |                 |
| 7  | Hunting Show                   | 12 novembre 1961 |                 |                 |
| 8  | Mister Ed's Blues              | 19 novembre 1961 |                 |                 |
| 9  | Ed the Hero                    | 26 novembre 1961 |                 |                 |
| 10 | Ed, the Salesman               | 3 dicembre 1961  |                 |                 |
| 11 | Ed and the Elephant            | 17 dicembre 1961 |                 |                 |
| 12 | The Wrestler                   | 7 gennaio 1962   |                 |                 |
| 13 | Ed's Bed                       | 14 gennaio 1962  |                 |                 |
| 14 | Ed the Beneficiary             | 21 gennaio 1962  |                 |                 |
| 15 | Zsa Zsa                        | 28 gennaio 1962  |                 |                 |
| 16 | Horse Wash                     | 4 febbraio 1962  |                 |                 |
| 17 | Ed the Horse Doctor            | 11 febbraio 1962 |                 |                 |
| 18 | George Burns Meets Mister Ed   | 18 febbraio 1962 |                 |                 |
| 19 | Ed's Word of Honor             | 25 febbraio 1962 |                 |                 |
| 20 | No Horses Allowed              | 4 marzo 1962     |                 |                 |
| 21 | Bald Horse                     | 18 marzo 1962    |                 |                 |
| 22 | Ed's New Neighbors             | 25 marzo 1962    |                 |                 |
| 23 | Ed the Beachcomber             | 1º aprile 1962   |                 |                 |
| 24 | Lie Detector                   | 8 aprile 1962    |                 |                 |
| 25 | Clint Eastwood Meets Mister Ed | 22 aprile 1962   |                 |                 |
| 26 | Ed the Matchmaker              | 29 aprile 1962   |                 |                 |

## My Son, My Son
- Prima televisiva: 1º ottobre 1961
- Diretto da: Arthur Lubin
- Scritto da: William Crewson, Lou Derman

### Trama
- Guest star: Jack Mather (Ogilvie)

## The Horsetronaut
- Prima televisiva: 8 ottobre 1961
- Diretto da: Arthur Lubin
- Scritto da: Robert O'Brien, Lou Derman

### Trama
- Guest star: Stanley Clements (Charlie), Don Rhodes (guardia), Hazel Sherman (Miss Culbertson), Francis DeSales (Kencken), Robert Burton (professore Dinehart)

## Ed's Ancestors
- Prima televisiva: 15 ottobre 1961
- Diretto da: Arthur Lubin
- Scritto da: Lou Derman, William Crewson

### Trama
- Guest star: Reed Howes (poliziotto), Helen Eby-Rock (Mrs. Higgins), Robert Foulk (Higgins)

## Ed the Redecorator
- Prima televisiva: 22 ottobre 1961
- Diretto da: Arthur Lubin
- Scritto da: William Crewson, Lou Derman

### Trama
- Guest star: Hayden Rorke (Cavell)

## My Horse, the Jumper
- Prima televisiva: 29 ottobre 1961
- Diretto da: Arthur Lubin
- Scritto da: Lou Derman, William Crewson

### Trama
- Guest star: Donna Douglas (Blanche Dickinson), Alan Hale, Jr. (Karl Dickinson)

## Ed the Voter
- Prima televisiva: 5 novembre 1961
- Diretto da: Arthur Lubin
- Scritto da: Lou Derman

### Trama
- Guest star: Cordy Clark (Flobelle McGuire), Charles Meredith (sindaco), Thomas Browne Henry (Sawyer), Jane Burgess (Blonde), Jan Brooks (Mrs. Phillips)

## Hunting Show
- Prima televisiva: 12 novembre 1961
- Diretto da: Arthur Lubin
- Scritto da: Lou Derman, Stanley Adams

### Trama
- Guest star:

## Mister Ed's Blues
- Prima televisiva: 19 novembre 1961
- Diretto da: Arthur Lubin
- Scritto da: William Crewson, Lou Derman

### Trama
- Guest star: Justin Smith (Andy Armbruster), Reed Howes (Harvey Wells), Jack Albertson (Paul Fenton)

## Ed the Hero
- Prima televisiva: 26 novembre 1961
- Diretto da: Arthur Lubin
- Scritto da: Stanley Adams, Lou Derman

### Trama
- Guest star: Eddie Quillan (fotografo), Shari Lee Bernath (Betsy), Chris Wayne (strillone), Addison Richards (Thorndyke), Dolores Quinton (Mrs. Foster)

## Ed, the Salesman
- Prima televisiva: 3 dicembre 1961
- Diretto da: Arthur Lubin
- Scritto da: Lou Derman, William Crewson

### Trama
- Guest star: Howard Wendell (Reeves)

## Ed and the Elephant
- Prima televisiva: 17 dicembre 1961
- Diretto da: Arthur Lubin
- Scritto da: Robert O'Brien, Lou Derman

### Trama
- Guest star: Henry Corden (Mordini), Carole Evern (Zelda Mordini)

## The Wrestler
- Prima televisiva: 7 gennaio 1962
- Diretto da: Arthur Lubin
- Scritto da: Lou Derman, William Crewson

### Trama
- Guest star: Matt Murphy (Big Boy Malone), Miriam Nelson (Miss Canfield), Ricky Star (Tiger), Milton Frome (Barney Harris)

## Ed's Bed
- Prima televisiva: 14 gennaio 1962
- Diretto da: Ira Stewart
- Scritto da: Lou Derman, William Crewson

### Trama
- Guest star: Jack Kruschen (poliziotto)

## Ed the Beneficiary
- Prima televisiva: 21 gennaio 1962
- Diretto da: Arthur Lubin
- Scritto da: Lou Derman, Robert O'Brien

### Trama
- Guest star: Raymond Bailey (padre di Howard Dieterle), Lee Goodman (dottor Reynolds), Jan Brooks (segretario/a)

## Zsa Zsa
- Prima televisiva: 28 gennaio 1962
- Diretto da: Arthur Lubin
- Scritto da: William Crewson, Lou Derman

### Trama
- Guest star: Betty Conner (Suzette), Berry Kroeger (Jack Brady), Jack Albertson (Paul Fenton), Zsa Zsa Gábor (se stessa)

## Horse Wash
- Prima televisiva: 4 febbraio 1962
- Diretto da: Arthur Lubin
- Scritto da: Stanley Adams, Lou Derman

### Trama
- Guest star: Thomas Nello (Mike), Herb Vigran (Joe Burke), Karl Lukas (Harry), Don Brodie (Hogan), Tol Avery (Carmichael), Barry Kelley (Carol)

## Ed the Horse Doctor
- Prima televisiva: 11 febbraio 1962
- Diretto da: Arthur Lubin
- Scritto da: Robert O'Brien, Lou Derman

### Trama
- Guest star: Chloy Cunning (Jimmy), Robert Carson (Whitey Morgan), Hank Patterson (dottor Evans)

## George Burns Meets Mister Ed
- Prima televisiva: 18 febbraio 1962
- Diretto da: Arthur Lubin
- Scritto da: Lou Derman

### Trama
- Guest star: Brad Trumbull (ufficiale dell'esercito), Carole Evern (segretario/a), Henry Rowland (Enemy Agent), Feridun Colgecen (Enemy Agent), George Burns (se stesso)

## Ed's Word of Honor
- Prima televisiva: 25 febbraio 1962
- Diretto da: Arthur Lubin
- Scritto da: Stanley Adams, Lou Derman

### Trama
- Guest star: Nick Stewart (uomo), Earle Hodgins (Carnival Barker)

## No Horses Allowed
- Prima televisiva: 4 marzo 1962
- Diretto da: Arthur Lubin
- Scritto da: Lou Derman, William Crewson

### Trama
- Guest star: Bill Baldwin (Station annunciatore), Ray Walker (Camera Man), Michael Grisalli (Dennis), Ted Eccles (Bobby Ainsworth), Alan Roberts (Sound Man), C. Lindsay Workman (Director), Neil Hamilton (Harvey Ainsworth), Olan Soule (Makeup Man)

## Bald Horse
- Prima televisiva: 18 marzo 1962
- Diretto da: Arthur Lubin
- Scritto da: William Crewson, Lou Derman

### Trama
- Guest star: Henry Norell (Herbert Saxon), Percy Helton (dottor Evans)

## Ed's New Neighbors
- Prima televisiva: 25 marzo 1962
- Diretto da: Arthur Lubin
- Scritto da: Stanley Adams, Lou Derman

### Trama
- Guest star: Jimmy Garrett (Timmy Douglas), Shirley Mitchell (Mrs. Douglas), Willard Waterman (Douglas)

## Ed the Beachcomber
- Prima televisiva: 1º aprile 1962
- Diretto da: Arthur Lubin
- Scritto da: Lou Derman, Robert O'Brien

### Trama
- Guest star: Nancy Lee (Zelma Beasley), Larry Merrill (Buzz Dixon), Gail Da Corsi (Gertie), Irwin Berniker (Harry), Joe Conley (reporter)

## Lie Detector
- Prima televisiva: 8 aprile 1962
- Diretto da: Arthur Lubin
- Scritto da: Larry Rhine, Lou Derman

### Trama
- Guest star: Richard Reeves (Charlie), Ben Welden (Joe)

## Clint Eastwood Meets Mister Ed
- Prima televisiva: 22 aprile 1962
- Diretto da: Arthur Lubin
- Scritto da: Sonia Chernus, Lou Derman

### Trama
- Guest star: Clint Eastwood (se stesso), Kathleen Freeman (Katie), Donna Douglas (Girlfriend)

## Ed the Matchmaker
- Prima televisiva: 29 aprile 1962
- Diretto da: Arthur Lubin
- Scritto da: Robert O'Brien, Ben Starr

### Trama
La figlia adolescente dei nuovi vicini di casa dei Post coinvolge Wilbur e Carol nei suoi problemi sentimentali.
- Guest star: George O'Hanlon (George Harper), Jeff Donnell (Martha Harper), Joanna Dix (Emmy Lou), Barbara Hunter (Taffy), Peter Brooks (Arthur), Albert Carrier (Roberto), Marya Stevens (Gina Galluzi), Linda Henning (Penelope), Annette Gorman (Pauline), Patty Sanborn (Marjorie), Charla Doherty (Gloria), Judy Morris (ragazza)
- Questo episodio era in origine il pilota per una serie TV spin-off, poi mai decollata, che sarebbe stata chiamata The Trials and Tribulations of Emmy Lou Harper.